# Klaus Bacher
Klaus Bacher (* 15. Juni 1964 in Tuttlingen) ist ein deutscher Jurist und seit 2. Juni 2020 Vorsitzender Richter am Bundesgerichtshof.

## Leben
Bacher wurde nach Abschluss seiner juristischen Ausbildung im Jahr 1994 in den höheren Justizdienst des Landes Baden-Württemberg übernommen. 1994 wurde er an der Universität Freiburg mit einer wettbewerbsrechtlichen Arbeit promoviert. Als Richter auf Probe war er bei dem Amtsgericht Freiburg sowie bei dem Landgericht Mannheim tätig. 1997 wurde er zum Richter am Landgericht Mannheim ernannt. Von dort war in den Jahren 1997 bis 2000 zunächst an das Oberlandesgericht Karlsruhe, dann an das Justizministerium Baden-Württemberg abgeordnet. Daran schloss sich – in den Jahren 2000 bis 2003 – eine Abordnung an den Bundesgerichtshof als wissenschaftlicher Mitarbeiter an; dort war er für den X. Zivilsenat tätig. Im Jahre 2004 wurde er zum Richter am Oberlandesgericht Karlsruhe ernannt. Zum 1. Juli 2009 wurde Bacher zum Richter am Bundesgerichtshof ernannt und vom Präsidium zunächst dem Xa-Zivilsenat, einem vorübergehend zur Entlastung des X. Zivilsenats gebildeten Hilfsspruchkörper, mit dessen Auflösung zum Jahresende 2010 er zum X. Zivilsenat trat, sowie dem Kartellsenat zugewiesen. Zum 1. Januar 2016 wurde er zum stellvertretenden Vorsitzenden des X. Zivilsenats bestellt. Seit dem 1. September 2019 bis zu seiner Ernennung zum Vorsitzenden Richter am 2. Juni 2020 gehörte er auch dem neu gebildeten XIII. Zivilsenat an. An diesem Tag übernahm er den Vorsitz im X. Zivilsenat.

## Veröffentlichungen
Klaus Bacher ist mit zahlreichen Zeitschriftenveröffentlichungen hervorgetreten. Er ist außerdem Mitautor und seit der 12. Auflage Herausgeber des von Georg Benkard begründeten Kommentars zum Patentgesetz (12. Auflage 2023). Weiter ist er seit der 11. Auflage 2016 Herausgeber des von Otto Teplitzky begründeten Standardwerks „Wettbewerbsrechtliche Ansprüche und Verfahren“.